# Aspidosperma cuspa
Aspidosperma cuspa är en oleanderväxtart som först beskrevs av Carl Sigismund Kunth, och fick sitt nu gällande namn av Sidney Fay Blake och Henri François Pittier. Aspidosperma cuspa ingår i släktet Aspidosperma och familjen oleanderväxter. Inga underarter finns listade i Catalogue of Life.